# 子育て応援特別手当
子育て応援特別手当（こそだておうえんとくべつてあて）とは、定額の現金を日本に住所を置く子どもを持つ世帯主に給付する制度、またはその給付金。2009年に定額給付金とともに実施された日本の経済対策の一施策である。国の一施策であるが、給付事業そのものは地方自治体が自らの判断で行う「自治事務」と位置づけられている。

## 概要
平成20年度に麻生内閣の下、2008年度（平成20年度）の第二次補正予算にその内容が盛り込まれて実施されることとなった。平成20年度は、2009年2月1日の住民基本台帳に記載された3歳以上で18歳以下の児童の中で、就学前3学年の第2子以降が対象であり、1人当たり36,000円が世帯主に支給された。
平成21年度についても麻生内閣の下、平成20年度より対象者を第1子にも拡大した上で、その内容が平成21年度補正予算に盛り込まれ、実施されることとなった。平成21年度は、2009年12月1日の住民基本台帳に記載された3歳以上で18歳以下の児童の中で、就学前3学年が対象であり、1人当たり36,000円が世帯主に支給される予定であった。
各地方自治体においても12月申請、1月支給の実施に向けて準備を進めている自治体もあったが、2009年8月30日に行われた第45回衆議院議員総選挙において自由民主党が敗北。民主党を中心とする鳩山由紀夫内閣が発足。平成21年度補正予算から3兆円の削減と子ども手当の設立をマニフェストに掲げていたため、本制度の実施についても見直しが図られ、2009年10月14日に長妻昭厚生労働大臣が予算の執行停止を決定した。